# Francisco Domínguez Rey
Francisco Domínguez Rey (Marín, Pontevedra, 19 de mayo de 1964) más conocido como Paco Rey, es un exfutbolista gallego que destacó como portero, llegó a militar en Primera División con el Atlético de Madrid y se retiró en el año 1995 tras disputar la última temporada en el C. D. Manchego de Ciudad Real.

## Trayectoria
Francisco Domínguez Rey fue un portero pontevedrés que debutó en el año 1984 con el Club Atlético de Madrid "B" a la edad de 20 años, en la ciudad de Majadahonda, Madrid. Su último año en activo fue en 1995 perteneciendo a la plantilla del Club Deportivo Manchego.
A lo largo de su carrera militó en otros equipos como el Atlético de Madrid, Polideportivo Almería, Linares CF y Tomelloso CF, y en categorías tan diferentes como 1ª división, 2ª división y 2ª división B.
En la actualidad colabora en tertulias y directos de Radio Marca para la provincia de Almería, su labor es debatir y analizar la actualidad del deporte indálico y principalmente de la Unión Deportiva Almería.

## Clubes

### Como jugador
| Club                  | País   | Categoría        | Año       |
| --------------------- | ------ | ---------------- | --------- |
| Atlético Madrileño    | España | Segunda División | 1984-1985 |
| Atlético de Madrileño | España | Segunda División | 1985-1986 |
| Atlético Madrileño    | España | Segunda B        | 1986-1987 |
| Poli Almería          | España | Segunda B        | 1987-1988 |
| Linares CF            | España | Segunda B        | 1988-1990 |
| Tomelloso CF          | España | Segunda B        | 1990-1993 |
| CD Manchego           | España | Segunda B        | 1994-1995 |